# Châteauguay—Huntingdon
Pour les articles homonymes, voir Châteauguay (homonymie) et Huntingdon.
Châteauguay—Huntingdon est une ancienne circonscription électorale fédérale située en Montérégie dans le sud du Québec, représentée de 1917 à 1949.
La circonscription apparut en 1914 avec des parties de Châteauguay et de Huntingdon. Elle fut abolie en 1947 et fusionnée à la circonscription de Châteauguay—Huntingdon—Laprairie.

## Géographie
Initialement, la circonscription comprenait les comtés de Châteauguay et d'Huntingdon puis, en 1933 : 
- le comté de Châteauguay, sauf les municipalités de Sainte-Philomène et Saint-Joachim, ainsi que les villes de Léry et Châteauguay ;
- le comté d'Huntingdon, sauf la municipalité de Saint-Barbe ;
- la municipalité de Saint-Étienne dans le comté de Beauharnois ;
- les municipalités de Saint-Bernard-de-Lacolle, Notre-Dame-du-Mont-Carmel et le village de Lacolle dans la comté de Saint-Jean.

## Députés
1. 1917-1929 — James Alexander Robb, PLC
2. 1930[1]-1930 — Dennis James O'Connor, PLC
3. 1930-1935 — John Clarke Moore, Cons.
4. 1935-1949 — Donald Elmer Black, PLC